# 濱地秀行
濱地 秀行（はまち ひでゆき、1966年 - ）は北海道教育大学札幌校講師。

## 研究領域
- 専門分野は経済政策（国際経済）, 教科教育学（社会科教育）,経済学であり、とくにアジア経済論、ロシア経済論を研究している。
- 所属学会は、金融学会、経済教育学会、日本国際経済学会である。

## 教育活動
- 大学では、国際経済、公民科教育法、人間行動の経済分析、国際理解演習を担当している。